# Dikoa
Dikoa (ou Dikwa en transcription anglophone), est une ville et une zone de gouvernement local de l'État de Borno, dans le nord-est du Nigeria.

## Situation géographique
La ville est située sur l’axe qui relie la capitale de l’État du Bornou, Maiduguri, à la frontière camerounaise. Route trans-sahélienne Dakar (Sénégal) — N'Djamena (Tchad)  passe par Dikoa.

## Histoire
Dikoa est l’ancienne capitale du Royaume du Kanem-Bornou, à l’époque du sultan et seigneur de la guerre Rabah. Il y fit emprisonner puis pendre l'explorateur Ferdinand de Béhagle en 1899. Après la Bataille de Kousséri, le 22 avril 1900, Émile Gentil entre dans l’imposante  capitale qu’était alors Dikoa.
Lors de l'insurrection djihadiste au Nigeria, les abords de la localité sont le théâtre des batailles du 17 février  et 2 mars 2015.